# Theope pieridoides
Espèce
Theope pieridoides est une espèce de lépidoptères (papillons) de la famille  des Riodinidae et du genre Theope.

## Taxonomie
Theope pieridoides a été décrit par Cajetan Freiherr von Felder et Rudolf Felder en 1865.
Son nom vient du fait qu'il mime une piéride comme Eurema agave.
Synonyme : Theope bahlmanni Fassl, 1922.

## Nom vernaculaire
Theope pieridoides se nomme White Theope en anglais.

## Description
Theope pieridoides est un papillon blanc plus ou moins nimbé de beige doré, à l'apex des ailes antérieures anguleux et de couleur marron foncé ou noir.
Le revers est blanc avec une frange blanche.

## Distribution et biotopes
Theope pieridoides est présent dans le sud du Mexique, en Guyane, à Trinité-et-Tobago et au Brésil.
Il a été trouvé en Guyane dans la forêt humide,.

## Protection
Pas de statut de protection particulier[réf. nécessaire].